# Heinrich Georg Bronn
Heinrich Georg Bronn (født 3 marts 1800 i Ziegelhausen ved Heidelberg, død 5. juli 1862 i Heidelberg) var en tysk naturforsker.
Bronn studerede statsvidenskab og naturvidenskab i Heidelberg og blev i 1833 professor og direktør for de zoologiske samlinger i nævnte by. Han modtog Wollastonmedaljen i 1861. De betydeligste af hans litterære arbejder omhandler palæontologiske emner: System der urweltlichen Konchylien (1824), System der urweltlichen Pflanzenthiere (1825), Gæa Heidelbergensis (1830) og hans hovedværk Lethæa geognostica, oder Beschreibung der für die Gebirgsformationen bezeichnendsten Versteinerungen (1836—38, 2 bind); derimod er hans mere zoologiske arbejder for eftertiden uden større værd, og virkelig fortjeneste har han på dette område kun indlagt sig som den, der 1859 påbegyndte det store samleværk Die Klassen und Ordnungen des Thier-Reichs, i hvilket der gives en rigt illustreret, anatomisk-systematisk fremstilling af dyrerigets forskellige afdelinger.